# Brian Hills
 Brian Hills (né le 17 août 1959 à  Windsor, dans la province de l'Ontario au Canada) est un joueur professionnel canadien de hockey sur glace.

## Carrière de joueur
Brian Hills commence sa carrière aux Windsor Royals en Association de hockey de l'Ontario. De 1979 à 1983, il joue pour l'Université d'État de Bowling Green en NCAA.
Il rejoint ensuite le championnat suisse où il joue pendant huit ans avant de partir en Allemagne en 1991. Aux Huskies de Cassel en deuxième Bundesliga, il remporte le titre de vice-champion  en 1994 et est promu en DEL. Pendant ces trois ans à Cassel, Hills marque près de trois points par match et est encore parmi les meilleurs buteurs de l’histoire du club. En raison de la règlementation des joueurs non-communautaires en DEL et de son âge, Hills quitte Cassel et arrête sa carrière.

## Carrière d’entraîneur
De 1994 à 2001, il travaille comme entraineur-assistant à l'Université  de Bowling Green. Depuis 2005, il est entraîneur-assistant à la Rochester Institute of Technology.

## Statistiques

### En club
| Saison               | Équipe               | Ligue                |     | Saison régulière | Saison régulière | Saison régulière | Saison régulière | Saison régulière |    | Séries éliminatoires | Séries éliminatoires | Séries éliminatoires | Séries éliminatoires | Séries éliminatoires |
| Saison               | Équipe               | Ligue                | PJ  | B                | A                | Pts              | Pun              | PJ               | B  | A                    | Pts                  | Pun                  |                      |                      |
| 1978-1979            | Windsor Royals       | AHO                  | -   | -                | -                | -                | -                |                  |    |                      |                      |                      |                      |                      |
| 1979-1980            | Bowling Green        | NCAA                 | 38  | 19               | 21               | 40               | 32               |                  |    |                      |                      |                      |                      |                      |
| 1980-1981            | Bowling Green        | NCAA                 | 37  | 26               | 29               | 55               | 34               |                  |    |                      |                      |                      |                      |                      |
| 1981-1982            | Bowling Green        | NCAA                 | 41  | 34               | 47               | 81               | 41               |                  |    |                      |                      |                      |                      |                      |
| 1982-1983            | Bowling Green        | NCAA                 | 40  | 37               | 57               | 94               | 36               |                  |    |                      |                      |                      |                      |                      |
| 1983-1984            | SC Herisau           | LNB                  | 42  | 54               | 40               | 94               | -                |                  |    |                      |                      |                      |                      |                      |
| 1984-1985            | SC Herisau           | LNB                  | 30  | 64               | 59               | 123              | -                |                  |    |                      |                      |                      |                      |                      |
| 1985-1986            | HC Coire             | LNB                  | 36  | 47               | 33               | 80               | 66               | 5                | 7  | 2                    | 9                    | 20                   |                      |                      |
| 1986-1987            | HC Coire             | LNA                  | 25  | 17               | 18               | 35               | 48               |                  |    |                      |                      |                      |                      |                      |
| 1987-1988            | SC Rapperswil-Jona   | LNB                  | 36  | 42               | 42               | 84               | 56               | 3                | 1  | 0                    | 1                    | 6                    |                      |                      |
| 1988-1989            | SC Rapperswil-Jona   | LNB                  | 35  | 33               | 33               | 66               | 38               | 10               | 7  | 6                    | 13                   | 8                    |                      |                      |
| 1989-1990            | SC Rapperswil-Jona   | LNB                  | 36  | 42               | 43               | 85               | 64               | 10               | 2  | 8                    | 10                   | 10                   |                      |                      |
| 1990-1991            | SC Rapperswil-Jona   | LNB                  | 33  | 33               | 31               | 64               | 42               | 5                | 4  | 8                    | 12                   | 6                    |                      |                      |
| 1991-1992            | Huskies de Cassel    | 2. Bundesliga        | 35  | 32               | 65               | 97               | 46               | 14               | 7  | 16                   | 23                   | 26                   |                      |                      |
| 1992-1993            | Huskies de Cassel    | 2. Bundesliga        | 42  | 36               | 51               | 87               | 69               | 4                | 4  | 0                    | 4                    | 18                   |                      |                      |
| 1993-1994            | Huskies de Cassel    | 2. Bundesliga        | 49  | 29               | 65               | 94               | 99               |                  |    |                      |                      |                      |                      |                      |
| Totaux 2. Bundesliga | Totaux 2. Bundesliga | Totaux 2. Bundesliga | 126 | 97               | 181              | 278              | 214              | 18               | 11 | 16                   | 27                   | 44                   |                      |                      |
| Totaux NCAA          | Totaux NCAA          | Totaux NCAA          | 156 | 116              | 154              | 270              | 143              |                  |    |                      |                      |                      |                      |                      |
| Totaux LNA           | Totaux LNA           | Totaux LNA           | 25  | 17               | 18               | 35               | 48               |                  |    |                      |                      |                      |                      |                      |
| Totaux LNB           | Totaux LNB           | Totaux LNB           | 248 | 315              | 281              | 596              | 266              | 33               | 21 | 24                   | 45                   | 50                   |                      |                      |